# Georg Ahlemann

Georg Ahlemann, Porträtfoto aus dem Reichstags-Handbuch 1934

Erdmann Eduard Paul Georg Ahlemann (* 8. Februar 1870 in Krotoschin, Provinz Posen; † 1. Mai 1945 auf dem Gut Karbow bei Greifswald) war ein deutscher Offizier, Politiker (NSFP, NSDAP). Er war in der Zeit des Nationalsozialismus mehrfach Abgeordneter des Reichstags.

## Leben

### Kaiserreich
Er war der Sohn des Generalmajors Eduard Ahlemann und besuchte Volksschulen in Straßburg und im Rheinland, anschließend das Realgymnasium in Posen. Am 12. Mai 1889 trat er als Fahnenjunker in das Feldartillerie-Regiment „von Peucker“ (1. Schlesisches) Nr. 6 in Breslau ein. 1890 wurde er zum Leutnant, 1904 zum Hauptmann befördert. Ab 1910 war Ahlemann Chef der Marinefeldbatterie des III. Seebataillons in Tsingtau im deutschen Schutzgebiet Kiautschou. 1911 war er vorübergehend zur Teilnahme an Manövern in Japan zur 3. Division des japanischen Heeres abkommandiert. Nach seiner Rückkehr nach Deutschland versah Ahlemann seinen Dienst im Stab des 3. Lothringischen Feldartillerie-Regiments Nr. 69 in Saint-Avold.
Bei Ausbruch des Ersten Weltkriegs wurde Ahlemann als Abteilungskommandeur in der 33. Reserve-Division eingesetzt. Im Herbst 1914 folgte seine Beförderung zum Major und er war dann zeitweise in der Etappe bei der Munitionsverwaltung tätig. Danach kam er als Bataillonskommandeur im Reserve-Infanterie-Regiment Nr. 269 zum Einsatz. Ab Januar 1917 war er Kommandeur des Reserve-Feldartillerie-Regiments Nr. 1 an der Ost- und Westfront, darunter bei der Einnahme der Insel Oesel. Ahlemann, der im Kriegsverlauf zweimal schwer verwundet wurde, erhielt mehrfach Auszeichnungen. Neben beiden Klassen des Eisernen Kreuzes wurde ihm das Ritterkreuz des Königlichen Hausordens von Hohenzollern mit Schwertern sowie der Bayerische Militärverdienstorden mit Schwertern verliehen.

### Weimarer Republik und NS-Zeit
Nach dem Ersten Weltkrieg war Ahlemann bis 1940 in Berlin-Grunewald wohnhaft. Er übte dabei im Zivilleben faktisch keinen Beruf aus. Politisch betätigte er sich früh im Lager der radikalen politischen Rechten. 1919 und 1920 war Ahlemann im paramilitärischen Berliner „Selbstschutz“ aktiv, ehe er 1920 als Oberstleutnant aus dem Heer verabschiedet wurde. 1919 trat er zunächst in die nationalkonservative Deutschnationale Volkspartei (DNVP) ein. Nachdem diese Partei ihm nicht radikal genug war beteiligte er sich am 16. Dezember 1922 an der Gründung der völkischen und antisemitischen Deutschvölkischen Freiheitspartei (DVFP).
Beim Verbot der DVFP am 23. März 1923 durch den Reichsinnenminister Carl Severing wurde Ahlemann vorübergehend verhaftet. Im Zuge späterer Ermittlungen wegen der Fememorde innerhalb der Schwarzen Reichswehr, eine von der Reichswehr geförderte paramilitärische Formation, wurde Ahlemann mehrfach genannt: Er soll Personen für die Schwarze Reichswehr geworben haben, darunter spätere Täter oder Opfer der Fememorde. Zudem habe er Kenntnis von einem geplanten Attentat gegen Innenminister Severing gehabt. Ahlemann bestritt in Zeugenaussagen gegenüber der Polizei und einem Untersuchungsausschuss des Preußischen Landtages die Vorwürfe. Vor dem Untersuchungsausschuss fiel Ahlemann – wie eine Reihe weiterer Zeugen der extremen Rechten – durch „flegelhaftes Benehmen“ auf: Den SPD-Abgeordneten Erich Kuttner nannte Ahlemann „einen unverschämten Judenlümmel, der aber immun ist und unter dem Schutz der Immunität sich die Frechtheit gestattet, Männer, die in Ehren grau geworden sind, zu beleidigen.“ Der Abschlussbericht des Untersuchungsausschusses kam zu dem Ergebnis, Ahlemann sei nicht in die Fememorde verwickelt gewesen, habe aber im Fall des geplanten Severing-Attentates nicht die gebotenen Konsequenzen gezogen.
Von 1924 bis 1925 war Ahlemann Vorsitzender des DVFP-Landesverbandes in Potsdam. Gleichzeitig redete er auf Versammlungen für den Völkisch-Sozialen Block.
Bei der Reichstagswahl am 4. Mai 1924 zog Ahlemann als Kandidat für die Nationalsozialistische Freiheitspartei (NSFP) in den Reichstag ein. Die NSFP war eine Listenverbindung unter Einschluss der DVFP, die seit Februar 1924 wieder legal war. Bei der folgenden Reichstagswahl im Dezember 1924 verlor die NSFP 18 von 32 Mandaten. Auch Ahlemann schied bei dieser Wahl aus dem Reichstag aus.
Zum 28. August 1925 trat Ahlemann der im Frühjahr 1925 neu gegründeten NSDAP bei (Mitgliedsnummer 15.999). Er verließ die Partei jedoch am 2. August 1926, um sich dem Tannenbergbund um Ludendorff anzuschließen. Bis 1929 amtierte er als Berliner Landesleiter des Tannenbergbundes und gleichzeitig bevollmächtigter Leiter des Verlages der Deutschen Wochenschau. Am 1. Januar 1930 trat er nach einem Zerwürfnis mit Ludendorff erneut in die NSDAP ein, wobei er seine Mitgliedsnummer wiedererhielt.
Von 1929 bis 1934 betätigte Ahlemann sich als offizieller Reichsredner der NSDAP. Daneben veröffentlichte er einige politische Schriften.
Bei der Preußischen Landtagswahl vom 24. April 1932 wurde er als Kandidat der NSDAP in den Preußischen Landtag gewählt, dem er bis 1933 als Abgeordneter angehörte.
Nach der „Machtergreifung“ der Nationalsozialisten zog Ahlemann anlässlich der Reichstagswahl vom November 1933 in den nationalsozialistischen Reichstag ein. Diesem gehörte er anschließend mehr als zehn Jahre, bis zum Ende der NS-Herrschaft im Frühjahr 1945, als Abgeordneter an. Daneben war er stellvertretender Aufsichtsratsvorsitzende der Adolf Deichsel Drahtwerke und Seilfabriken AG im oberschlesischen Hindenburg. Hinzu kamen Mitgliedschaften in Organisationen wie dem Reichskolonialbund, dem NS-Reichskriegerbund und der NSV.
Ab 1940 wohnte Ahlemann auf Gut Ruhenheim bei Oppenbach im Landkreis Grätz (Wartheland).

### Tod
Ahlemann erschoss sich am 1. Mai 1945, kurz vor Ende des Zweiten Weltkriegs, auf dem Gut Karbow, dem Gut seiner Schwiegertochter bei Lubmin. Laut der auf Antrag seiner Ehefrau am 15. Juni 1945 vom Standesamt Hanshagen ausgestellten Sterbeurkunde wurde er am späten Vormittag dieses Tages erschossen im Gutsgarten aufgefunden. Ahlemanns Witwe ließ sich im Jahr 1951 in Freiburg im Breisgau nieder.

## Familie
Ahlemann heiratete am 17. Januar 1900 Olga Maria Wegener (* 17. Februar 1877 in Stettin), eine Tochter des Kaufmanns Wegener und seiner Ehefrau Clara, geb. Nopitsch. Aus der Ehe gingen drei Kinder hervor: Heinz-Helmuth (* 30. November 1900 in Lissa), Margot (* 1902 in Misdroy), Eva (* 1907). Die Tochter Eva heiratete 1928 den späteren Botschafter in Irland Eduard Hempel.

## Schriften
- Einführung in die Judenfrage. Berlin 1924.
- Der Nationalismus in Abwehr. Antwort auf Ludendorffs „Weltkrieg droht“. Berlin 1931.
- Das heilige Nein. Berlin 1934.